# 卡尼 (馬里蘭州)
阿布塔斯（英語：Carney）是位於美國馬里蘭州巴爾的摩縣的一個普查規定居民點。

## 人口
根據2020年美國人口普查的數據，阿布塔斯的面積為18.15平方千米，當中陸地面積為18.15平方千米，而水域面積為0.00平方千米。當地共有人口29363人，而人口密度為每平方千米1,617.8人。